# IFRAME
IFrame (z anglického inline frame) je HTML a XHTML element (tag) (v XHTML musí být zapsán malými písmeny) umožňující ve webové stránce vymezit plochu pro vložení jiné webové stránky. Jde o rám umístěný v dokumentu, který však nemusí celý složen jen z rámů. Vkládající stránka nesdílí CSS styly, proměnné, ani jiné prvky stránky, s vloženou stránkou. Na iframe se tedy nevztahují mezidoménová omezení (až na výjimky).

## Využití
Pomocí iframe jsou často vkládány některé prvky stránky, jako například reklamy nebo ankety. A to nejčastěji z jiného webového serveru. Před AJAXem se iframe také využíval i jako částečná náhrada AJAXu - nebylo nutné obnovit celou stránku, ale jen část.